# Teodora Comnena, princesa d'Antioquia
Teodora Comnena fou una princesa d'Antioquia en la segona meitat del segle xii pel seu matrimoni amb el príncep Bohemon III d'Antioquia.
Els Lignages de Outremer, l'anomenen Irene, i la fan neboda de Manuel I Comnè, emperador romà d'Orient. Les fonts més recents la nomenen Teodora, sense que se sàpiga l'origen d'aquesta denominació. Les antigues genealogies fan d'ella una filla de Joan Ducas Comnè, duc de Xipre, i de Maria Taronita, però aquest parentiu faria d'ella una cunyada del rei Amalric I de Jerusalem i una tia del rei Balduí IV el Leprós, el que no és pas confirmat per les fonts contemporànies, i no hi ha actualment altra hipòtesi sobre els parents de Teodora.
El seu oncle Manuel Comnè la va casar entre 1175 i 1177 a Bohemon III, príncep d'Antioquia, amb la finalitat de refermar els llaços entre l'Imperi Romà d'Orient i el principat d'Antioquia i de regular la qüestió del patriarcat d'Antioquia. Des de la creació del principat d'Antioquia, el patriarca d'Antioquia era un cristià llatí i Manuel desitjava el retorn i la instal·lació d'un patriarca ortodox. Alguns llaços ja existien entre els dos estats, perquè Manuel estava casat amb Maria d'Antioquia, la germana de Bohemon.
Bohemon III i Teodora foren els pares de :
- Constança, morta jove
- Felipa, casada amb Balduí Patriarca
- Manuel (1176 † 1211)

L'emperador Manuel Comnè va morir el 1180 i Bohemon va considerar que la posició de la seva germana com a regent de l'imperi era suficient per a l'aliança romana d'Orient i va repudiar Teodora entre 1180 i 1183 i es va casar amb la seva amant, Sibil·la de Burzey, amb gran escàndol de l'església. Teodora es va casar a continuació amb Gauthier de Béthune, fill del senyor de Bethsan.